# Nossa Senhora das Virtudes
Nuestra Señora de las Virtudes, comumente referida como Virgen de las Virtudes, é uma das várias invocações da Virgem Maria de acordo com a doutrina católica. Ela é a padroeira de várias cidades espanholas, incluindo Villena (Alicante), Conil de la Frontera (Cádiz), Santa Cruz de Mudela (Ciudad Real), Paterna del Campo (Huelva), La Puebla de Cazalla (Sevilha) e Pedra Fuente (Málaga).
Da mesma forma, é venerada em vários lugares como Cox (Alicante), Tángel (Pedanía de Alicante), Ponticiella (Astúrias), Badajoz, Villamartín (Cádiz), Puentedeume (La Coruña), Es Cubells (Ibiza), El Redal (La Rioja) e La Puebla de Cazalla (Sevilha).
Esta invocação dá nome a todas aquelas pessoas que se chamam Virtudes, celebrando o dia do seu nome na solenidade da Natividade da Virgem, no dia 8 de setembro.

## Devoção
Villena (Alicante)
Segundo a tradição, é padroeira e "advogada contra a peste" da cidade desde 1474, em sua homenagem celebra-se a festa dos mouros e cristãos de Vilhena, de 4 a 9 de setembro.
Conil de la Frontera (Cádiz)

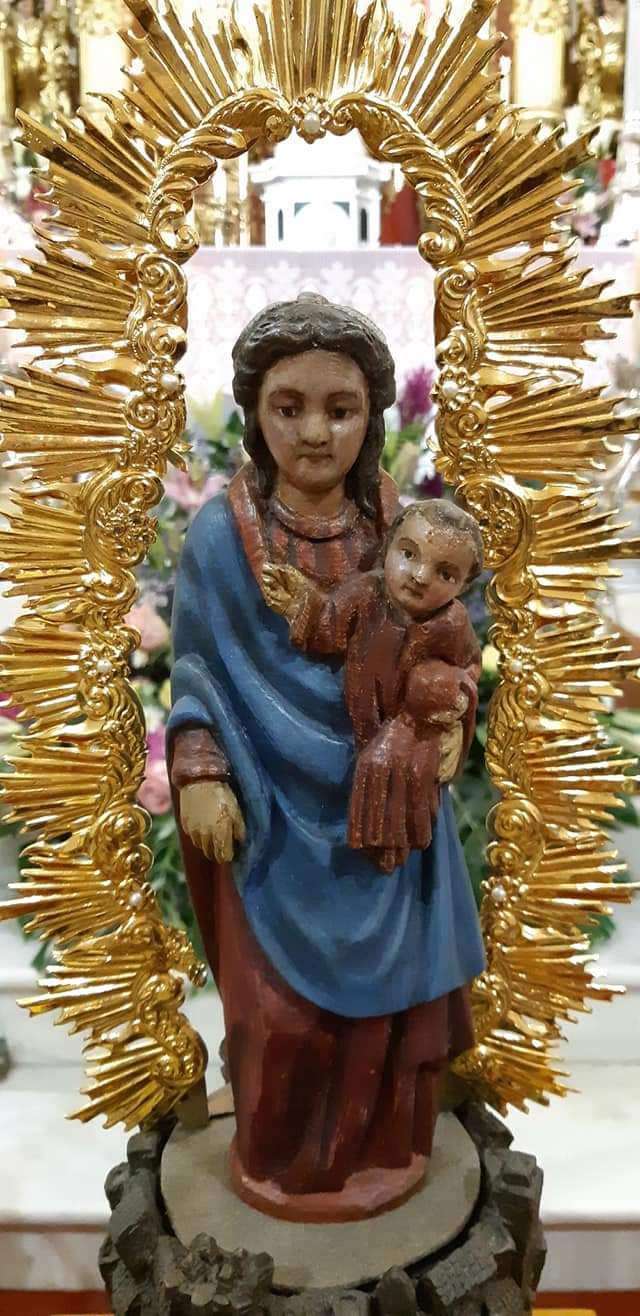
Virgem das Virtudes sem cobertura

A feira é realizada por volta de 7 a 11 de setembro, sendo 8 de setembro o dia da santa padroeira.
Santa Cruz de Mudela (Ciudad Real)
Em sua homenagem, a efígie de seu santuário é trazida à cidade no terceiro domingo de agosto, que alguns anos coincide com o dia 15 de agosto, festa da Virgem Maria. De 1 a 7 de setembro celebra-se um Septenário, saindo em procissão na noite do dia 7 e voltando em peregrinação ao seu santuário na manhã do dia 8 de setembro, sua festa. 
Tangel (Alicante)
A igreja do bairro de Alicante está sob a dedicação de Nuestra Señora de las Virtudes, em sua homenagem são celebradas as festas da padroeira do distrito que acontecem durante o mês de maio.
La Puebla de Cazalla (Sevilha)
As festividades em honra da imagem da padroeira augusta Santa Maria de las Virtudes são celebradas no mês de agosto. As festividades começam com uma novena, nove dias antes da saída da procissão, que acontece no dia 15 de agosto. Na véspera é celebrada a oferenda floral e o maciço beijo de mão onde centenas de fiéis e moradores da cidade vêm fazer a oferenda de nardos e beijar a imagem da mãe de Deus. No dia 15, toda a cidade se volta para ela. Pela manhã é celebrada a função principal e à tarde o padroeiro caminha abençoando as ruas centrais da cidade. Vale destacar a decoração de todos os vizinhos para receber a padroeira, tapeçarias, flores de papel, vasos, pétalas, tapetes de sal, cantos e muita devoção.
Paterna del Campo (Huelva)
A cidade de Paterna del Campo venera sua Advogada e padroeira desde 15 de agosto de 1448, ano de seu surgimento. Actualmente, as festividades da Padroeira de Paterna centram-se na celebração da Novena Solene que normalmente termina no primeiro fim-de-semana de Agosto, coincidindo com os dois últimos dias da Novena Solene com o Devoto Beijo de Mão da Santíssima Virgem. Na noite de 14 de agosto, ocorre a reza do Santo Rosário às plantas de Nossa Senhora para ter o ápice das festividades do dia 15 de agosto, quando é celebrada a Solene Função Principal do Instituto pela Antiga Irmandade de Nossa Senhora do Virtudes Padroeiras da Villa de Paterna del Campo; tudo para terminar com a Procissão Triunfal da Santíssima Virgem na noite de 15 de agosto. A partir de 22 de novembro de 2020, celebra-se uma solenidade em ação de graças pelo patrocínio da Villa de Paterna del Campo, cujos dados mais antigos encontrados até agora datam de 1693, conforme consta do livro de "Fundação do Convento das Carmelitas Descalças de Nossa Senhora das Virtudes". 
Fonte de Pedra (Málaga)
A Virgen das Virtudes dá nome à Igreja Paroquial de Fuente de Piedra (em Málaga), bem como a inúmeras mulheres villafontenses que têm o prazer de levar o nome de sua mãe e padroeira.